# Estação Acevedo
A Estação Acevedo é uma das estações do Metrô de Medellín e do Metrocable de Medellín, situada em Medellín, entre a Estação Madera, a Estação Tricentenario e a Estação Andalucía. Administrada pela Empresa de Transporte Masivo del Valle de Aburrá Limitada (ETMVA), é uma das estações terminais da Linha K, além de fazer parte da Linha A.
Foi inaugurada em 30 de novembro de 1995. Localizada no cruzamento da Carrera 63 com a Avenida del Río, a estação situa-se em uma das margens do Rio Medellín. Atende o bairro Héctor Abad Gómez, situado na comuna de Castilla.